# Oratoriu (centru de tineret)

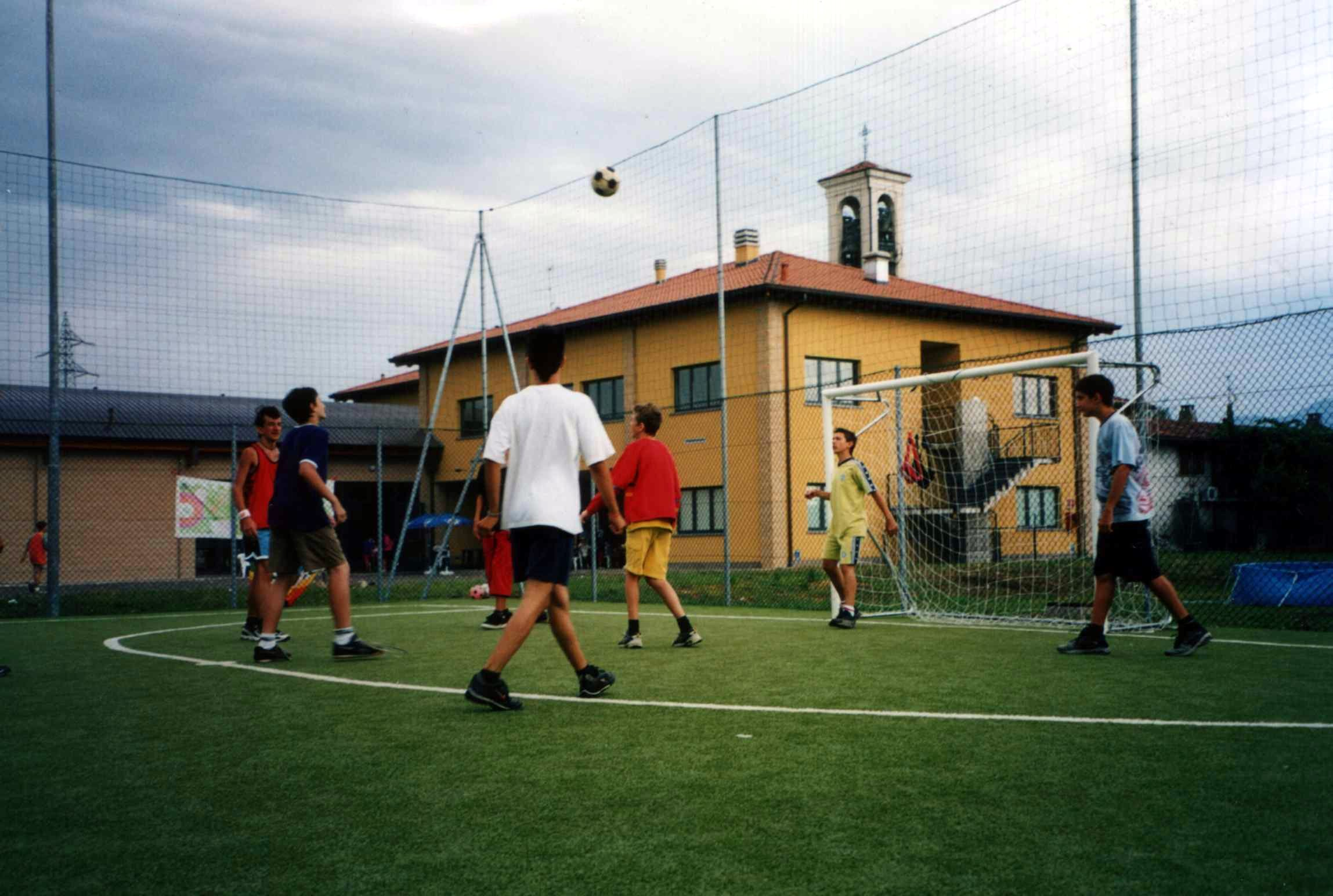
Oratoriu de tineret din Ponte San Pietro, Italia

Oratoriul este un loc dintr-o parohie catolică, compus de regulă din edificii și terenuri de sport, destinat educației creștine a tinerilor. Ideea constituirii unor oratorii a aparținut sfântului Filip Neri, fiind apoi preluată și dezvoltată de salezienii lui Don Bosco, respectiv extinsă astăzi în multe parohii din lume.